# Gucwa
Gucwa – nazwisko. Pochodzi ono od niemieckiej nazwy osobowej „Gutz”. W XVI wieku odnotowano osoby o tym nazwisku w Małopolsce. Na początku lat 90. XX wieku nosiło je w Polsce ok. 1700 osób. Według serwisu internetowego Rzeczypospolitej Polskiej w dniu 30 stycznia 2023 w bazie PESEL znajdowały się dane około 2766 osób o tym nazwisku.
Osoby noszące to nazwisko:
- Józef Gucwa (1923–2004) – biskup pomocniczy diecezji tarnowskiej
- Klemens Konstanty Gucwa (1909–1941) – sportowiec, wojenny kurier, kawaler orderu Virtuti Militari
- Mirosław Gucwa (ur. 1963) – biskup katolicki, pracuje w Afryce
- Robert Gucwa (1969–1994) – misjonarz SMA
- Stanisław Gucwa (1919–1994) – ludowiec, ekonomista, Marszałek Sejmu w PRL.